# Bazzania fasciculata
Bazzania fasciculata là một loài rêu tản trong họ Lepidoziaceae. Loài này được (Stephani) D. Meagher mô tả khoa học lần đầu tiên năm 2002.